# Santa Caterina a Formiello
Koordinaten: 40° 51′ 16″ N, 14° 15′ 53″ O
Die Kirche Santa Caterina a Formiello ist eine Kirche in Neapel an der Piazza Enrico De Nicola, in der Nähe der Porta Capuana und des Castel Capuano. Sie wurde zur Zeit der Renaissance erbaut und gilt als eine der interessantesten Kirchen der Stadt.

## Geschichte
Das heutige Bauwerk steht über einer früheren, kleineren Kirche, die der Jungfrau und Märtyrerin Katharina von Alexandria gewidmet war; diese Kirche war im fünfzehnten Jahrhundert zusammen mit dem angrenzenden Kloster erbaut worden, und wurde ursprünglich von Cölestinermönchen geführt. Man nannte sie „a formiello“ (von Lateinisch ad formis = bei den Rohren, bei den Kanälen), weil in ihrer Nähe das antike Aquädukt di Bolla in die Stadt führte, welches gegen Ende des 19. Jahrhunderts durch das heutige Aquädukt di Serino ersetzt wurde. Der religiöse Komplex befand sich also im östlichen Teil der Stadt, in der Nähe der Porta Capuana und des Castel Capuano, innerhalb der neuen aragonesischen Stadtmauern, die den einstigen antiken Stadtbereich ausweiteten.

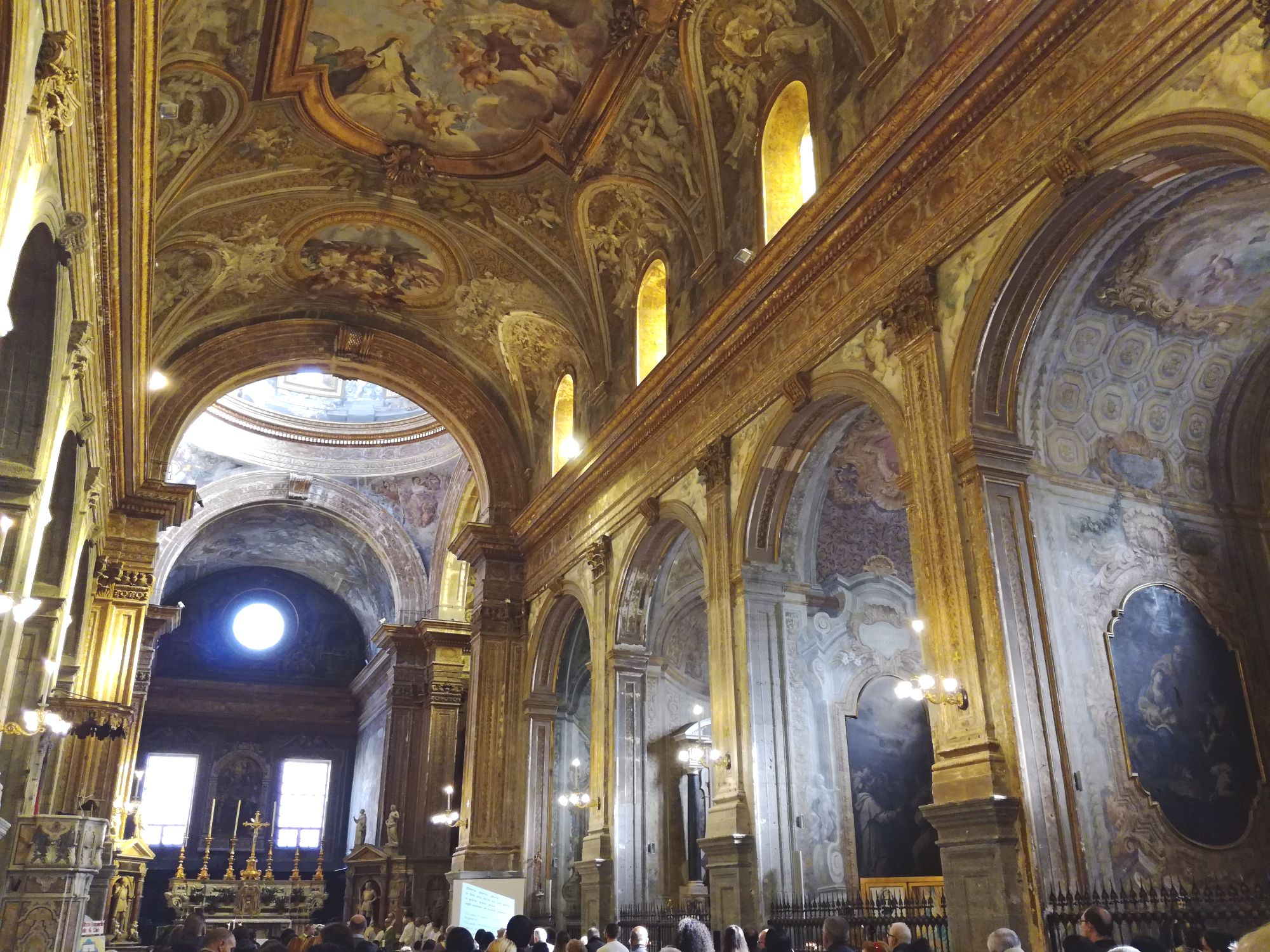
Inneres von Santa Caterina a Formiello

Die Kirche beherbergt seit ihrer Gründung Reliquien der Märtyrer von Otranto, die am 14. August 1480 von den Türken getötet wurden, weil sie ihren Glauben nicht verleugnen wollten. Alfonso II. von Neapel, Herzog von Kalabrien, ließ die Leichname der Märtyrer 1492 nach Neapel zunächst in die Kirche della Maddalena bringen, die bei der Gelegenheit in Santa Maria dei Martiri umbenannt wurde, und die zu jener Zeit unbenutzt war. Als die Nonnen des Magdalenenklosters wieder zurückkehrten, wurden die Überreste der Märtyrer, wahrscheinlich schon 1497, in die alte Kirche Santa Caterina gebracht und in eine kleine Kapelle mit Marmorengeln überführt.
1499 begann ein neues Kapitel für die Kirche Santa Caterina, als König Friedrich von Aragón sie dem reformierten Predigerorden der Dominikaner aus der Lombardei anvertraute. Diese errichteten das heutige Gebäude und blieben hier ohne Unterbrechung bis 1806, als das Kloster während der napoleonischen Herrschaft durch Joachim Murat aufgehoben wurde.
Die Konstruktion der neuen Kirche verrät deutliche toskanische Einflüsse. Die Pläne werden Antonio Fiorentino della Cava zugeschrieben, die Leitung der Bauarbeiten hatte der Architekt Romolo Balsimelli aus Settignano, dessen Anwesenheit für 1519 nachgewiesen ist. 1514 wurde der große Kreuzgang (chiostro grande) fertiggestellt, der nachweislich ein Werk von Fiorentino della Cava ist.

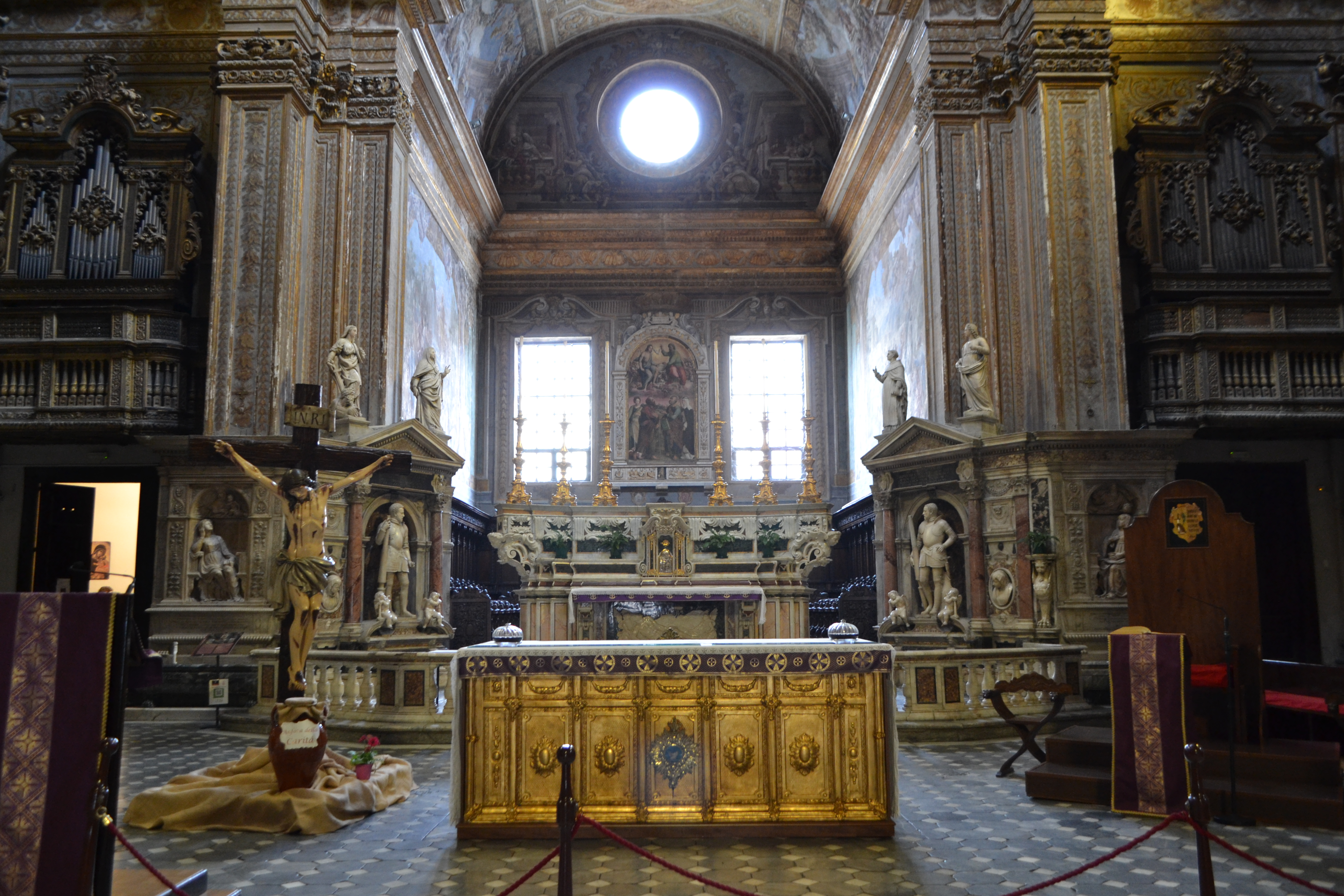
Hauptaltar, Presbyterium und Orgeln

Die Finanzierung der Arbeiten wurde durch mehrere Adelsfamilien der Stadt unterstützt, darunter die Acquaviva aus Atri, die Sanseverino von Bisignano, und vor allem die Spinelli aus Cariati, denen auch eine Kapelle im Bereich des Presbyteriums gewährt wurde. Die neue Kirche erhielt sehr bald das Aussehen, das man noch heute kennt; Zeugnis dafür ist ein Stadtplan von 1566 von Dupérac-Lafréry, der die Kirche bereits ganz ähnlich zeigt, wie nach ihrer Fertigstellung 27 Jahre später im Jahr 1593. 1574 wurden die Überreste der Märtyrer von Otranto unter dem Rosenkranzaltar im rechten Querhaus ausgestellt.
1659 wurde das Hauptportal aus Marmor erneuert und mit der Statue der Titelheiligen von Francesco Antonio Picchiatti geschmückt. Auch das Kirchenschiff wurde gegen Ende des 17. und in der ersten Hälfte des 18. Jahrhunderts radikal restauriert, ohne die architektonischen Linien der Renaissance zu verändern, jedoch mit einer bildhauerischen und malerischen Dekoration im mittlerweile aktuellen Stil des Barock. Gemälde und Fresken im Inneren wurden im Wesentlichen im 17. und 18. Jahrhundert von Autoren wie Luigi Garzi, Paolo De Matteis, Santolo Cirillo, Guglielmo Borremans, Giacomo del Pò und Giuseppe Simonelli geschaffen. Die Skulpturen stammen von Annibale Caccavello, Pietro Benaglia, Giovan Battista Colombo und Matteo Bottiglieri.
Die renaissancehaften Züge des Gebäudes wurden auch später immer sehr geschätzt. In seinem 1724 verfassten Führer über Neapel betonte Carlo Celano außerdem, dass die Kuppel von Santa Caterina die erste ihrer Art in der neapolitanischen Architektur war:

„... sie (die Kuppel; Anm. d. Übers.) wurde zu ihrer Zeit als ein Wunder angesehen, da sie die erste in dieser unserer Stadt war; und sie diente den anderen als Vorbild, die später gemacht wurden [....].
«[...] fu passata in quei tempi per una meraviglia, essendo la prima che fusse stata in questa nostra città: e questa è servita d’esempio all’altre, che sono state fatte appresso [...]».“

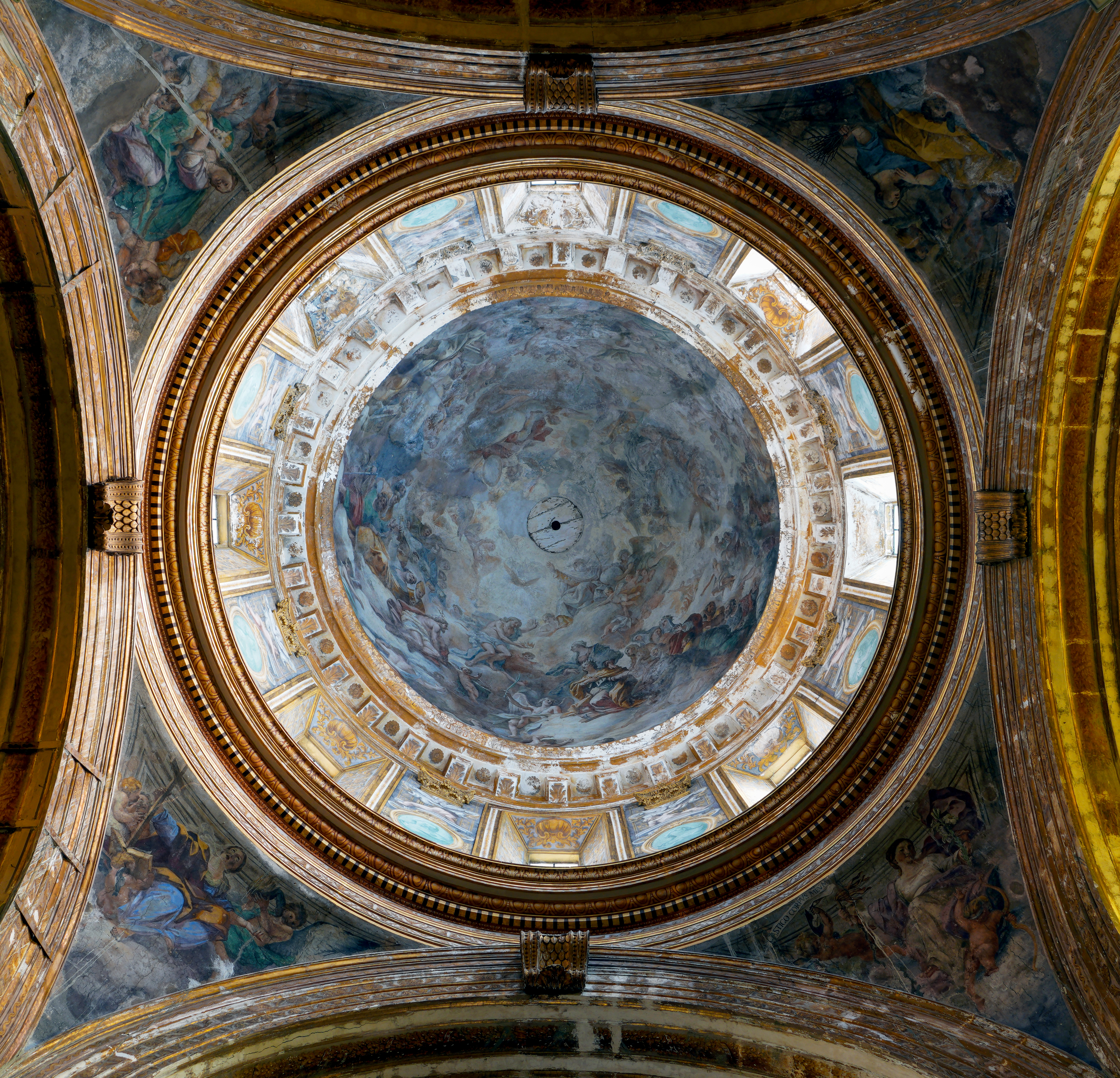
Blick in die Kuppel

Zwischen 1706 und 1708 wurde im Auftrag der Deputazione del Tesoro auf dem Kirchhof die sogenannte edicola di San Gennaro aufgestellt, und 1739 wurden die Reliquien der Märtyrer von Otranto wieder umgelagert, diesmal in die zweite Kapelle auf der linken Seite.
Im Laufe des 19. Jahrhunderts kam es zunächst 1806 auf Geheiß von Murat zur Unterdrückung des Dominikanerordens, und ab 1815 wurde ein Großteil des Klosters auf Befehl des neuen Königs von Neapel, Ferdinands I., in eine militärische Wollfabrik umgewandelt. 1901 wurden die Reliquien der Märtyrer von Otranto nochmals verlegt und fanden ihren endgültigen Platz nun in der vierten Kapelle links. Die Kirche erlitt schließlich während des Erdbebens von Irpinia 1980 gravierende Schäden in ihrer Statik, was zu einer langen und wichtigen Phase von Restaurierungen führte.

### Plan
| 1. Kirchenschiff 2. Cappella Tocco 3. Kapelle der Dominikaner 4. Cappella de Sylva 5. Kapelle der Märtyrer von Otranto 6. Kapelle der Heiligen Caterina d’Alessandria 7. Cappellone di San Domenico 8. Apsis 9. Große Rosenkranzkapelle (Cappellone del Rosario) 10. Presbyterium (cappella Spinelli) und Kuppel 11. Kapelle der Heiligen Vincenzo Ferrer und Pius V. 12. Cappella Acciapaccia (oder Tomacelli) 13. Pfingstkapelle (Cappella della Pentecoste) 14. Cappella de Castellis 15. Kapelle des heiligen Hyazinth (San Giacinto) | Plan |

## Inneres
Der Innenraum in Form eines lateinischen Kreuzes besteht aus einem einzigen Kirchenschiff mit Tonnengewölbe. An den beiden Seiten öffnen sich je fünf quadratische Kapellen. Auch Querschiff und Apsis sind quadratisch, auf eine Weise, dass die Kirche nach außen ein perfektes Rechteck bildet. Apsis und Seitenkapellen sind ebenfalls tonnengewölbt.
Der Marmorfußboden mit eingelassenen Grabplatten stammt aus der Mitte des 16. Jahrhunderts und wurde wie die Kanzel von Francesco Antonio Gandolfi geschaffen. In der Mitte der Kirche öffnet sich im Boden der Eingang zur Krypta der Schwestern vom Rosenkranz, wo sich auch ein Fresko einer Rosenkranzmadonna befindet.
Luigi Garzi malte um 1695 das Fresko Martyrium der Heiligen Katharina an der Eingangsfassade, und auch die Mystische Hochzeit der Heiligen Katharina im Gewölbe des Kirchenschiffs. Über der Vierung erhebt sich die bemerkenswerte Kuppel auf einem hohen Tambour, der außen mit Lisenen von korinthischer Ordnung aus Piperno auf weißem Grund dekoriert ist. Die Pendentifs der Kuppel freskierte ebenfalls Garzi 1698 mit Allegorien von Glauben, Keuschheit, Reue und Sanftmut, während man im Zentrum der Kuppel ein Fresko von Paolo De Matteis von 1712 sieht: Die Madonna, Santa Katharina und die Schutzheiligen von Neapel bitten die Trinität um ihre Gunst.
In der Apsis befindet sich ein wertvolles Chorgestühl, das 1566 von dem lombardischen Meister Benvenuto Tortelli geschnitzt wurde. Das Fresko im Gewölbe Triumph der Judithstammt von Guglielmo Borremans, an den Seitenwänden zwei Szenen Wunder des Heiligen Dominikus und Moses lässt die Wasser aus dem Felsen sprudeln von Nicola Maria Rossi.

### Linke Seitenkapellen
Die erste Kapelle links gehörte der langobardischen Familie Tocco, deren Wappen auf dem Kachelboden zu sehen ist, samt einer Inschrift von 1554. Neben einigen Grabmälern neapolitanischer Familien befindet sich hier eine Madonna mit Kind und den Heiligen Jakobus d. J. und Jakobus d. Ä., das erste dokumentierte Werk von Francesco Curia von 1586. Die Kapelle wird auch „degli Innocenti“ genannt, weil sie früher das Gemälde vom Bethlehemitischen Kindermord von Matteo di Giovanni enthielt, das sich heute im Museo di Capodimonte befindet.

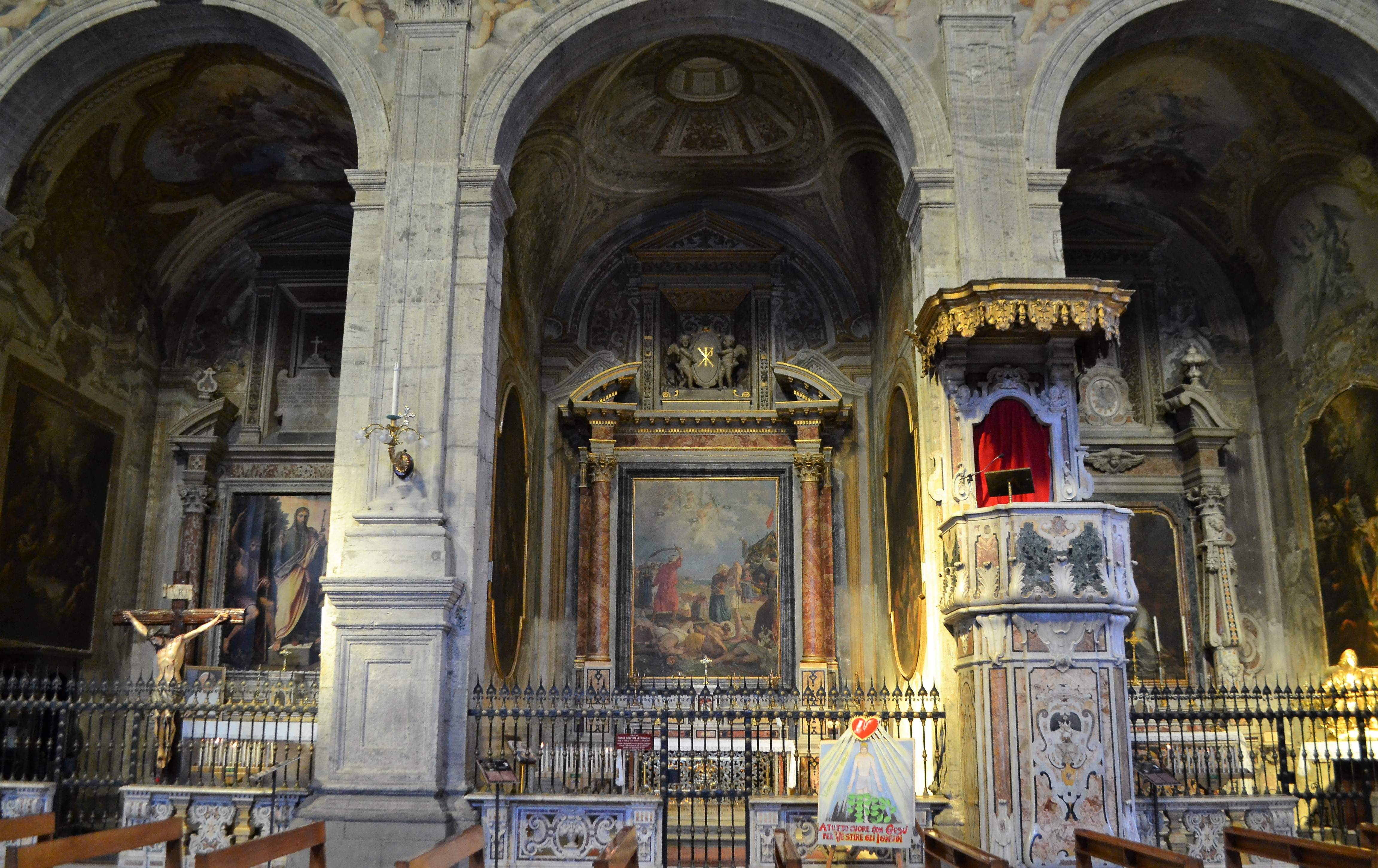
Ansicht einiger Kapellen auf der linken Seite

Die zweite Kapelle (dei domenicani) ist Vincenzo Maria Orsini gewidmet, Bischof von Benevent ab 1686, und ab 1724 Papst mit dem Namen Benedikt XIII. Er hatte eine sehr starke Verbindung zum Katharinenorden und es standen ihm mehrere Säle im Kloster zur Verfügung für seine zahlreichen Aufenthalte. In der Kapelle sieht man außer verschiedenen Reliquien Antonio Gambas Papst Benedikt XIII. zwischen Heiligen Dominikanern von 1732; das Gewölbe ist mit Stuck im Stil des neapolitanischen Barock geschmückt.
Die dritte Cappella di San Giacomo gehörte der portugiesischen Familie De Sylva, was auch eine Grabplatte von 1536 auf dem Boden bezeugt. Ein späteres Mitglied der Familie, Vincenzo Maria, Bischof von Calvi, gab 1698 Verschönerungsarbeiten in Auftrag, darunter das Altarbild Der Heilige Jakobus mit Johannes und Petrus, aus der Schule des Silvestro Buono, und drei Werke von Giuseppe Simonelli: Die Predigt des Heiligen Jakobus, Martyrium des heiligen Jakobus, und das Gewölbefresko Glorie des heiligen Jakobus.
Die vierte Kapelle, die einst den Geschichten der Jungfrau geweiht war, ist heute ganz den Märtyrern von Otranto gewidmet, von denen sich unter dem Altar aus polychromem Marmor 240 Reliquien befinden. Diese (u. a. einige fast intakte Schädel) wurden um 1901 in die Kapelle gebracht, und nach einer zwischen 2002 und 2003 durchgeführten recognitio canonica wurde ihre Authentizität bestätigt.
Ursprünglich wurde diese Kapelle nach Mariä Heimsuchung benannt und war auch mit einem entsprechenden Gemälde an der Hauptwand geschmückt. Dieses wurde im frühen zwanzigsten Jahrhundert durch ein Altarbild mit dem Martyrium des Antonio Primaldo von Luigi Scorrano ersetzt; es wird an den Seitenwänden flankiert von zwei Gemälden von Luigi Garzi mit der Geburt Mariens links und der Hochzeit der Jungfrau rechts.
Die fünfte und letzte Kapelle auf der linken Seite ist seit jeher der Heiligen Katharina von Alexandria gewidmet und wurde von Giacomo del Pò dekoriert, der hier 1714 einen ganzen Zyklus schuf: Im Gewölbe das Fresko Madonna mit Kind und Engeln, an den Wänden Die Heilige Katharina weigert sich, Götzen zu opfern und Die Heilige, die mit den Weisen streitet, und auf dem Hauptaltar das Altarbild Die Enthauptung der Heiligen Katharina. Die Kapelle ist wie die gesamte Kirche mit dominikanischen Symbolen geschmückt (die Farben Schwarz und Weiß, und ein Hund, der auf einem Buch liegt und eine Spule im Maul hält) sowie mit Symbolen, die an das Leben der heiligen Katharina erinnern (ein Schwert, ein zerbrochenes Rad mit Haken, und ein gekrönter Kopf). Der Boden ist mit Majoliken aus dem 16. Jahrhundert verziert.

### Rechte Seitenkapellen
Die erste Kapelle auf der rechten Seite ist dem dominikanischen Heiligen Hyazinth gewidmet. Auf dem Altar und an den Wänden befinden sich drei Gemälde zum Leben des Hyazinth von Angelo Mozzillo aus dem Jahr 1797.
Die zweite Kapelle wurde 1549 konzipiert und gehörte der Familie De Castellis, deren Wappen mit der Jahreszahl 1576 auf dem Majolikafußboden zu sehen ist. Der Raum zeigt Geschichten aus dem Leben Jesu und beherbergt über dem Altar ein wertvolles Gemälde von Silvestro Buono mit der Anbetung der heiligen drei Könige mit den Heiligen Katharina von Alexandria und Katharina von Siena von 1597. Die übrigen Malereien schuf Paolo De Matteis um 1720, darunter an den Seiten die Flucht nach Ägypten und die Circumcision.

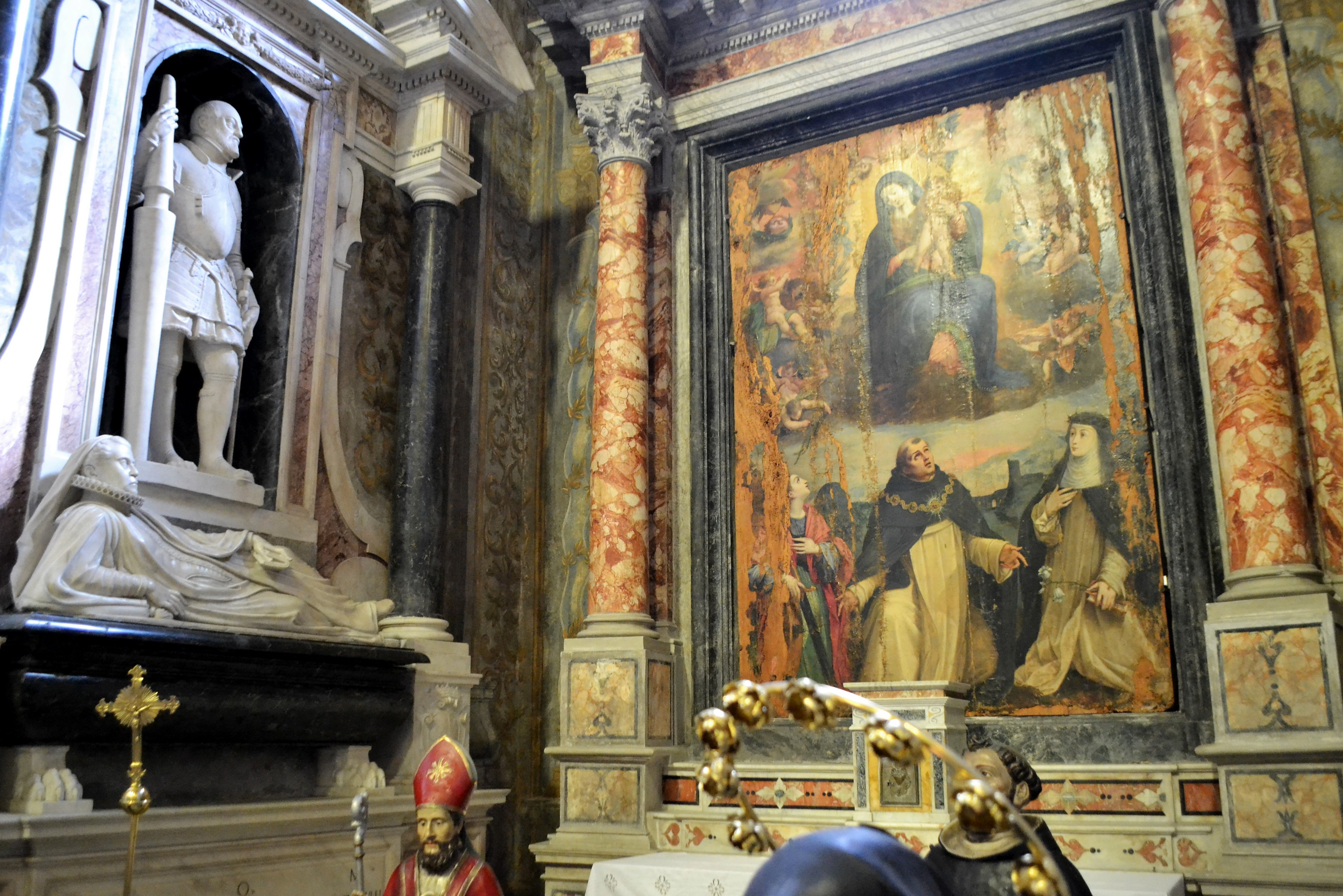
Cappella Acciapaccia (Detail)

Auch die folgende Pfingstkapelle enthält Werke von Paolo De Matteis, diesmal von etwa 1712: an der Decke die Trinität und an den Seiten Der heilige Geist kommt über den heiligen Philipp und Der heilige Geist kommt über die Dominikaner; das Altargemälde Pfingstwunder wird Silvestro Buono zugeschrieben.
Die vierte Kapelle rechts ist im Besitz der Familie Tomacelli, ehemals jedoch der Familie Acciapaccia, deren Wappen am Boden erscheint. Auf dem Hauptaltar ein Altarbild des Flamen Wenzel Cobergher von ca. 1590, das die Madonna mit Kind und den Heiligen Thomas von Aquin, Katharina von Alexandria und Katharina von Siena darstellt. Ansonsten enthält der Raum drei Grabdenkmäler: auf der linken Seite, datiert 1604, das Grab des Federico Tomacelli, Marquis von Chiusano; darunter das Grab seiner Frau Antonia Pisanelli. An der rechten Wand das Grabmal von Luigi Acciapaccia, dem ersten Besitzer der Kapelle, der sie 1544 für 300 Dukaten kaufte, wurde 1552 von Annibale Caccavello geschaffen.
Die fünfte und letzte Kapelle auf der rechten Seite war zuerst im Besitz der Familie Raviniano, deren Grabdenkmäler aus dem 16. Jahrhundert später in den Kreuzgang verlegt wurden. Im 18. Jahrhundert wurde sie zwei Dominikanern gewidmet, nach denen sie auch benannt ist: dem heiligen Vincenzo Ferrer und Papst Pius V. Santolo Cirillo malte 1733 sowohl das Altargemälde, als auch die Fresken an den Wänden und im Gewölbe. Der Majolikaboden wurde 1539 von Luca Iodice geschaffen.

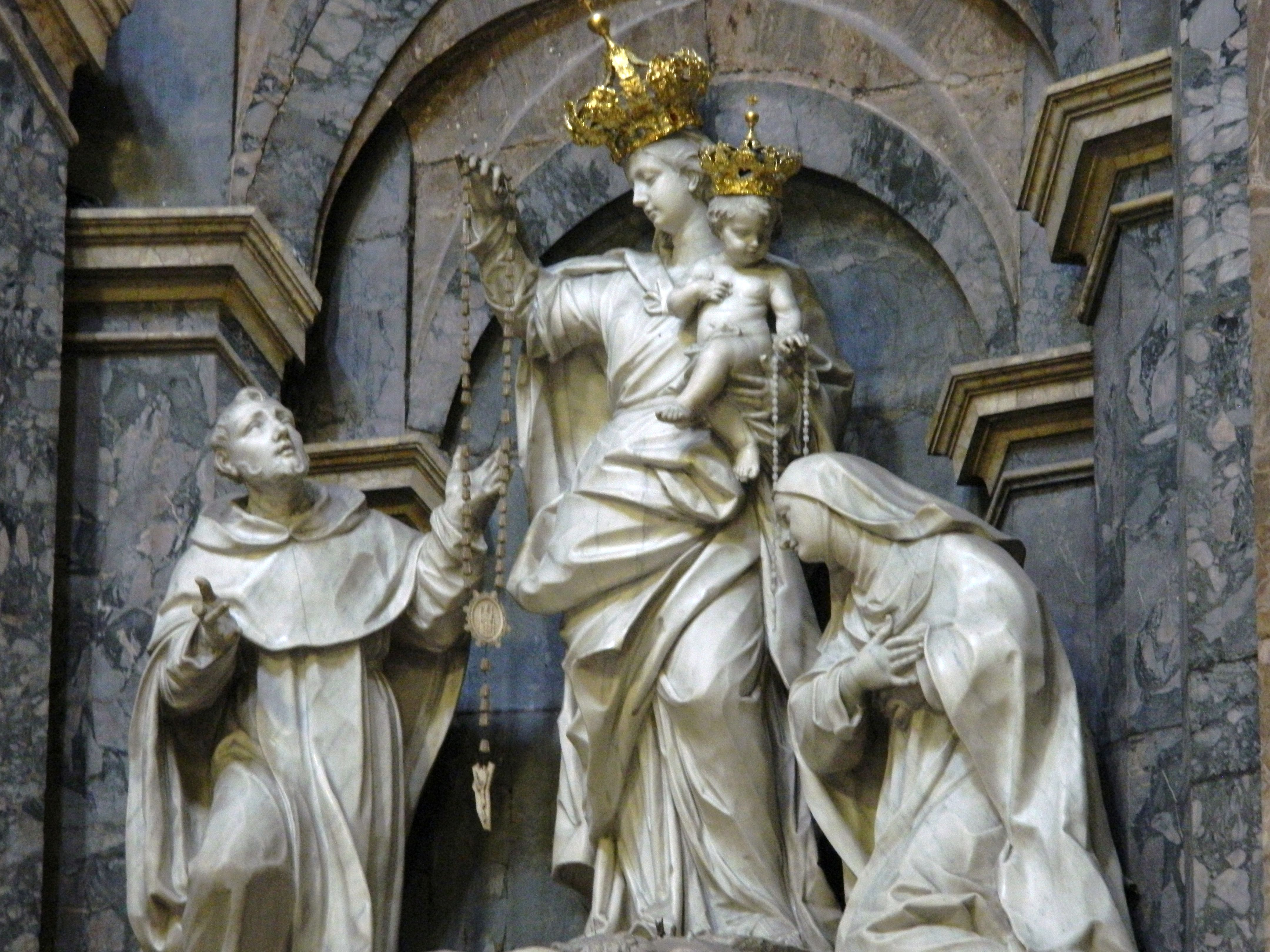
Rosenkranzmadonna von Santa Caterina a Formiello
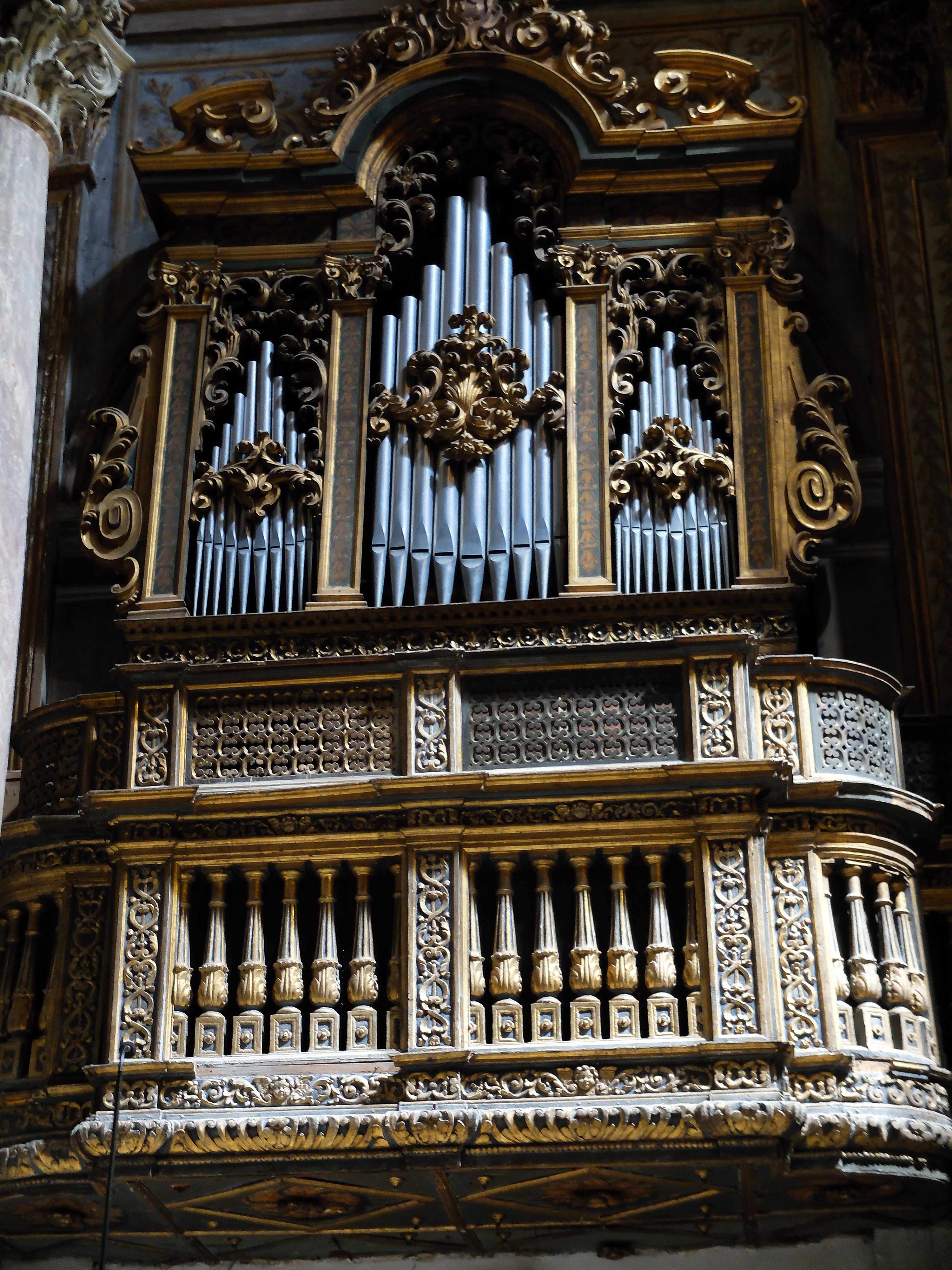
Orgel von Martino in Santa Caterina a Formiello